# 로이 밀러
로이 밀러 에르난데스(스페인어: Roy Miller Hernández, 1984년 11월 24일 ~ )는 코스타리카의 축구 선수이다. 스포팅 새너제이와 코스타리카 축구 국가대표팀에서 뛰고 있다.